# Epictia undecimstriata
Leptotyphlops undecimstriatus là một loài rắn trong họ Leptotyphlopidae. Loài này được Schlegel mô tả khoa học đầu tiên năm 1839.